# 堤剛
堤 剛（つつみ つよし、1942年〈昭和17年〉7月28日 - ）は、日本のチェリストである。桐朋学園大学特任教授、公益財団法人サントリー芸術財団代表理事、サントリーホール館長、霧島国際音楽祭音楽監督を務める。

## 略歴
父親からチェロの手ほどきを受け、1950年（昭和25年）に8歳で第1回リサイタルを開催。桐朋学園において、桐朋学園子供のための音楽教室、桐朋女子高等学校音楽科を通じ斎藤秀雄に師事。
1957年（昭和32年）に第26回・日本音楽コンクールのチェロ部門で第1位と特賞を獲得。1960年（昭和35年）のNHK交響楽団欧米演奏旅行にピアニストである中村紘子と共に抜擢され、評判を博した。
桐朋女子高等学校音楽科を卒業後、1961年（昭和36年）にインディアナ大学へ留学しヤーノシュ・シュタルケルに師事した。1963年（昭和38年）よりシュタルケルの助手を務める。
その後、1963年（昭和38年）にミュンヘン国際音楽コンクールで第2位、ブダペスト国際音楽コンクールのパブロ・カザルス・チェロ・コンクールで第1位を獲得し、世界各地のオーケストラと多数共演した。2005年（平成17年）5月22日、神戸ワールド記念ホールで開催された、1000人のチェロ・コンサートに参加。2009年（平成21年）11月12日、天皇陛下御在位二十年記念式典にて御前演奏を行う。2020年（令和2年）秋、ウィーン・フィルハーモニー管弦楽団の日本公演においてソリストを務める。国内のみならず、アジア、北米、中南米、ヨーロッパ各地、オーストラリアなど世界各地から定期的に招かれ、リサイタルやオーケストラとの協演などを行う。音楽教育者として後進の指導、小中学校等での出張コンサートにも多数出演している。
ウェスタンオンタリオ大学准教授を経て、1984年（昭和59年）から1988年（平成元年）までイリノイ大学教授、1988年（昭和63年）から2006年（平成18年）までインディアナ大学教授、2004年（平成16年）4月から2013年（平成25年）3月まで桐朋学園大学学長を務めた。2017年（平成29年）3月より、韓国芸術総合学校の音楽部門において客員教授に就任。サントリー音楽財団の理事長を務め、改修工事の終了にあわせて2007年（平成19年）9月1日より、佐治信忠に代わりサントリーホールの館長にも就任した。2009年（平成21年）9月1日、サントリー音楽財団などが統括され設立されたサントリー芸術財団の代表理事に就任。同年12月15日、日本芸術院の会員となる。2001年（平成13年）の第22回・霧島国際音楽祭から同音楽祭の音楽監督に就任。2010年（平成22年）からは、霧島市の魅力を広くPRする「おじゃんせ霧島大使」に就任。2015年（平成27年）6月5日、日本演奏連盟の理事長に就任。
2022年（令和4年）10月15日には、題名のない音楽会で特集を組まれ出演。2022年（令和4年）11月17日には徹子の部屋にも出演。

## 人物
妻で劇作家の堤春恵は佐治敬三の長女。ヴァイオリン奏者の恵藤久美子は妹である。
上皇とも、チェロを奏でる者同士として交流があり、上皇の天皇在位時代にも科学史家の村上陽一郎も加えた3名でチェロを演奏し、そこに上皇后のピアノ伴奏を加えた4名での演奏を行っている。ヴァイオリニストの黒柳紀明とは、同級生の幼馴染で「黒ちゃん」と呼ぶ間柄で、一緒に楽器を習い北軽井沢で行われた桐朋学園の合宿でも共に演奏する友であり、その姉である黒柳徹子とも旧知の仲。
チェリストとして現役を続けるため、80歳になってからも1日3～4時間の練習を行い、毎日30分の散歩も続けている。1733年にイタリアのヴェネツィアでドメニコ・モンタニャーナが製作したチェロを使用しているため、飲食店などでトイレに行く際にも、何かあってはいけないとチェロを持っていく。
ソニー・ミュージックジャパンインターナショナル他より収録CD、演奏曲を多数発表。大賀典雄とも親交が深い。特にバッハの「無伴奏チェロ組曲」は1969年（昭和44年）、1991年（平成3年）と2度録音している。師であるシュタルケルがバッハを得意としていたこともあり、堤自身「無伴奏チェロ組曲」は自分の血であり肉であると発言。この曲の全曲演奏の際には第3番を最後に弾くことが多いが、その理由としてコントラスト効果もあるが、最初に聴いたバッハのレコードがパブロ・カザルスの弾く「第3番」であったことを挙げている。また、近年の演奏はバロックそのものではないが、バロックの精神を生かした演奏が一つのスタイルになっているとも発言している。古典音楽から現代音楽まで幅広い演目をもつ。リサイタルも多数行っている。
かつてはサイトウ・キネン・オーケストラ、水戸室内管弦楽団の主要メンバーでもあり、桐朋女子高校音楽科の7期生だった堤は同音楽科の1期生だった小澤征爾とはお互いに、桐朋学園オーケストラで齋藤秀雄の指導を受けていた盟友なため、1956年（昭和31）に文化放送賞のコンクールでサン＝サーンスのチェロ協奏曲第1番を演奏した際には、小澤がピアノ伴奏を担当した。

## 受賞・栄典
- 1970年（昭和45年） - 第2回・鳥井音楽賞
- 1973年（昭和48年） - ウジェーヌ・イザイ・メダル
- 1974年（昭和49年） - 芸術祭放送大賞
- 1980年（昭和55年）
  - レコード・アカデミー賞
  - 文化庁芸術祭優秀賞
- 1987年（昭和57年）
  - 第7回・NHK交響楽団有馬賞
  - 第17回・モービル音楽賞
- 1992年（平成4年） - 日本芸術院賞
- 1998年（平成10年） - 中島健蔵音楽賞
- 2009年（平成21年）
  - 紫綬褒章[11]
  - 鹿児島県民表彰[3]
- 2013年（平成25年） - 文化功労者[3]
- 2014年（平成26年） - トーマス・ハート・ベントンムーラルメダル[注釈 6]
- 2016年（平成28年）
  - 毎日芸術賞
  - ウィーン市功労名誉金章
  - 毎日芸術賞音楽部門
- 2018年（平成30年） - 文化庁創立五十周年記念表彰
- 2024年（令和6年）
  - 第75回・南日本文化賞[注釈 7][12]
  - 文化勲章[13]

## 書籍
- 私の「イリノイ日記」―チェロとともに（音楽之友社、1990年）
- チェロを生きる（新潮社、2002年）
- 斎藤秀雄 講義録[注釈 8]（白水社、2005年）